# Пожидаев, Иван Семёнович
Иван Семёнович Пожидаев (27 марта 1918, Крутые Луки, Калачинский уезд, Омская область — 2 ноября 2013, Санкт-Петербург) — советский спортсмен-легкоатлет и тренер. Специализировался на беге на длинные дистанции, рекордсмен СССР в беге на 20 000 м и часовом беге. Заслуженный мастер спорта (1950), заслуженный тренер СССР (1968).

## Биография
Из крестьян. В 1931 году родительская семья была выслана в Томскую область за выход из колхоза. Детство прошло в посёлке Каргасок. В 1935 году, по истечении срока высылки, Иван переехал в город Томск, где начал работать в железнодорожном депо кузнецом.
Окончил Новосибирский техникум физической культуры. Один из сильнейших лыжников Сибири.
В 1940 году был призван в армию. Участник Великой Отечественной войны, танкист. На фронте с декабря 1941 года. В 1944 году при освобождении Беларуси, в бою под Минском горел в танке, получил тяжелые ожоги, следствием которых стала инвалидность I группы.
После окончания войны вернулся в Томск, из-за последствий боевых ранений не мог держать лыжные палки. Стал специализироваться в беге у Н. Н. Артемьева. В 1948 году стал чемпионом СССР по кроссу. Участник Олимпийских игр в Хельсинки (1952).
С 1947 года преподавал физкультуру в Томском электромеханическом институте инженеров транспорта.
В 1949 году переехал в Ленинград, тренировался у Заслуженного тренера СССР Г. И. Никифорова.
По окончании спортивной карьеры — на тренерской работе. Окончил Институт физической культуры имени П. Ф. Лесгафта (1952), преподавал в нём (1953—1972).
Среди воспитанников — Сергей Бондаренко (м.с.м.к. спортивная ходьба), Олег Райко (м.с.м.к., рекордсмен СССР на 1500 м), Игорь Потапченко (м.с., 800 м), В. Ситников (м.с., 1500 м), М. Голубцов (м.с. 800 и 1500 м), Сергей Крючёк (м.с.м.к., рекордсмен СССР на 800 м), С. Иванов (м.с. 1500 м), С. Абрамов (м.с. 1500 м), С. Сафроненко (м.с. 1500 м), В. Шеронов (м.с.м.к., 1500 м), Г. Васильков (м.с. 3000 с/п), В. Анисимов (м.с., 5000, 10000 м), В. Криворучко (м.с. 800 м), А. Радченко (м.с. марафон) и мн. др. Всего подготовил примерно 30 человек мастеров спорта СССР в беге на средние, длинные дистанции и в марафоне.
Похоронен на Кузьмоловском кладбище Санкт-Петербурга.

## Результаты
| Год  | Дистанция | Результат | Дата                  | Город  | Место   |
| ---- | --------- | --------- | --------------------- | ------ | ------- |
| 1948 | кросс     |           |                       |        | I       |
| 1951 | 5000 м    | 14.44,0   | 26 августа—1 сентября | Минск  | III     |
| 1954 | марафон   |           | 18 июля               | Москва | участие |

## Память
Традиционный забег на 30 км в Новосибирске носит имя Пожидаева.